# مون بزرگ
مولن بزرگ  یا مون بزرگ (به فرانسوی: Le Grand Meaulnes) تنها اثر داستانی نویسنده فرانسوی آلن فورنیه است. راوی داستان نوجوانی دبیرستانی است که قصه دوستش اگوستن مون را تعریف می‌کند که در جستجوی عشق خود در مکانی گمشده است. این کتاب به لحاظ استحکام سبک و ساختار داستان و پیشرفت تدریجی رمز و راز و حوادث فوق طبیعی که رنگی از متافیزیک شاعرانه نیز چاشنی آن است کتابی کاملاً پخته و هنرمندانه محسوب می‌شود. مولن بزرگ سرشار از رؤیاها و عوالم جوانی است و به گونه‌ای حیرت‌انگیز رویاهای سالهای جوانی و میل ناشکیبایی انسانها در به دست آوردن و تحقق بخشیدن به این رؤیاها را به تصویر می‌کشد. این رمان در میان ۱۰۰ کتاب قرن لوموند که فهرستی از کتابهای برگزیده قرن بیستم است و در سال ۱۹۹۹ توسط نشریه لوموند منتشر شد، رتبه نهم را داراست.
مولن بزرگ به فارسی نیز ترجمه شده‌است. این رمان اول بار در سال ۱۳۴۳ توسط محمدمهدی داهی تحت عنوان مُلن بزرگ به فارسی ترجمه شد. مهدی سحابی نیز این کتاب را بار دیگر ترجمه و در چاپ اول به سال ۱۳۶۸، با عنوان دوست من، مون و در چاپهای بعدی با عنوان مون بزرگ منتشر کرده‌است.